# Sci alpino ai Giochi olimpici
Lo sci alpino fa parte del programma dei Giochi olimpici invernali fin dall'edizione del 1936 che vide disputare solo le gare di combinata, sia maschile che femminile.
Nelle edizioni dal 1948 al 1980 oltre ad assegnare le medaglie olimpiche, le competizioni valevano anche ai fini dei Mondiali di sci alpino, manifestazione che si svolgeva ogni due anni. Solo le medaglie della combinata erano riconosciute esclusivamente per i Campionati del mondo. Dal 1985 i Mondiali, pur rimanendo a cadenza biennale, si disputano negli anni dispari, tranne nell'edizione spagnola della Sierra Nevada che a causa di problemi climatici si tenne nel 1996 pur non influendo sul Mondiale.

## Specialità
Fanno parte del programma dei giochi olimpici invernali le seguenti discipline, disputate sia al maschile che al femminile, entrate a far parte dei giochi in momenti diversi:
- Combinata alpina dai IV Giochi olimpici invernali di Garmisch-Partenkirchen nel 1936;
- Slalom speciale dai V Giochi olimpici invernali di St. Moritz nel 1948;
- Discesa libera dai V Giochi olimpici invernali di St. Moritz nel 1948;
- Slalom gigante dai VI Giochi olimpici invernali di Oslo nel 1952;
- Supergigante dai XV Giochi olimpici invernali di Calgary nel 1988;
- Gara a squadre dai XXIII Giochi olimpici invernali di Pyeongchang nel 2018.

La combinata alpina è entrata nel programma olimpico prima delle due discipline che la costituiscono (discesa libera e slalom speciale), che si disputano ai Giochi olimpici dal 1948.

## Edizioni
| Anno | Luogo                  | Stato         | Evento                                         | Altra denominazione                     |
| ---- | ---------------------- | ------------- | ---------------------------------------------- | --------------------------------------- |
| 1936 | Garmisch-Partenkirchen | Germania      | Sci alpino ai IV Giochi olimpici invernali     |                                         |
| 1948 | St. Moritz             | Svizzera      | Sci alpino ai V Giochi olimpici invernali      | Campionato del Mondo di sci alpino 1948 |
| 1952 | Oslo                   | Norvegia      | Sci alpino ai VI Giochi olimpici invernali     | Campionato del Mondo di sci alpino 1952 |
| 1956 | Cortina d'Ampezzo      | Italia        | Sci alpino ai VII Giochi olimpici invernali    | Campionato del Mondo di sci alpino 1956 |
| 1960 | Squaw Valley           | Stati Uniti   | Sci alpino agli VIII Giochi olimpici invernali | Campionato del Mondo di sci alpino 1960 |
| 1964 | Innsbruck              | Austria       | Sci alpino ai IX Giochi olimpici invernali     | Campionato del Mondo di sci alpino 1964 |
| 1968 | Grenoble               | Francia       | Sci alpino ai X Giochi olimpici invernali      | Campionato del Mondo di sci alpino 1968 |
| 1972 | Sapporo                | Giappone      | Sci alpino agli XI Giochi olimpici invernali   | Campionato del Mondo di sci alpino 1972 |
| 1976 | Innsbruck              | Austria       | Sci alpino ai XII Giochi olimpici invernali    | Campionato del Mondo di sci alpino 1976 |
| 1980 | Lake Placid            | Stati Uniti   | Sci alpino ai XIII Giochi olimpici invernali   | Campionato del Mondo di sci alpino 1980 |
| 1984 | Sarajevo               | Jugoslavia    | Sci alpino ai XIV Giochi olimpici invernali    |                                         |
| 1988 | Calgary                | Canada        | Sci alpino ai XV Giochi olimpici invernali     |                                         |
| 1992 | Albertville            | Francia       | Sci alpino ai XVI Giochi olimpici invernali    |                                         |
| 1994 | Lillehammer            | Norvegia      | Sci alpino ai XVII Giochi olimpici invernali   |                                         |
| 1998 | Nagano                 | Giappone      | Sci alpino ai XVIII Giochi olimpici invernali  |                                         |
| 2002 | Salt Lake City         | Stati Uniti   | Sci alpino ai XIX Giochi olimpici invernali    |                                         |
| 2006 | Torino                 | Italia        | Sci alpino ai XX Giochi olimpici invernali     |                                         |
| 2010 | Vancouver              | Canada        | Sci alpino ai XXI Giochi olimpici invernali    |                                         |
| 2014 | Soči                   | Russia        | Sci alpino ai XXII Giochi olimpici invernali   |                                         |
| 2018 | Pyeongchang            | Corea del Sud | Sci alpino ai XXIII Giochi olimpici invernali  |                                         |
| 2022 | Pechino                | Cina          | Sci alpino ai XXIV Giochi olimpici invernali   |                                         |

## Medaglie assegnate
| Evento                     | 36 | 48 | 52 | 56 | 60 | 64 | 68 | 72 | 76 | 80 | 84 | 88 | 92 | 94 | 98 | 02 | 06 | 10 | 14 | 18 | 22 |
| -------------------------- | -- | -- | -- | -- | -- | -- | -- | -- | -- | -- | -- | -- | -- | -- | -- | -- | -- | -- | -- | -- | -- |
| Combinata alpina maschile  | •  | •  |    |    |    |    |    |    |    |    |    | •  | •  | •  | •  | •  | •  | •  | •  | •  | •  |
| Discesa libera maschile    |    | •  | •  | •  | •  | •  | •  | •  | •  | •  | •  | •  | •  | •  | •  | •  | •  | •  | •  | •  | •  |
| Slalom speciale maschile   |    | •  | •  | •  | •  | •  | •  | •  | •  | •  | •  | •  | •  | •  | •  | •  | •  | •  | •  | •  | •  |
| Slalom gigante maschile    |    |    | •  | •  | •  | •  | •  | •  | •  | •  | •  | •  | •  | •  | •  | •  | •  | •  | •  | •  | •  |
| Supergigante maschile      |    |    |    |    |    |    |    |    |    |    |    | •  | •  | •  | •  | •  | •  | •  | •  | •  | •  |
| Combinata alpina femminile | •  | •  |    |    |    |    |    |    |    |    |    | •  | •  | •  | •  | •  | •  | •  | •  | •  | •  |
| Discesa libera femminile   |    | •  | •  | •  | •  | •  | •  | •  | •  | •  | •  | •  | •  | •  | •  | •  | •  | •  | •  | •  | •  |
| Slalom speciale femminile  |    | •  | •  | •  | •  | •  | •  | •  | •  | •  | •  | •  | •  | •  | •  | •  | •  | •  | •  | •  | •  |
| Slalom gigante femminile   |    |    | •  | •  | •  | •  | •  | •  | •  | •  | •  | •  | •  | •  | •  | •  | •  | •  | •  | •  | •  |
| Supergigante femminile     |    |    |    |    |    |    |    |    |    |    |    | •  | •  | •  | •  | •  | •  | •  | •  | •  | •  |
| Gara a squadre             |    |    |    |    |    |    |    |    |    |    |    |    |    |    |    |    |    |    |    | •  | •  |
|                            |    |    |    |    |    |    |    |    |    |    |    |    |    |    |    |    |    |    |    |    |    |
| Totale eventi              | 2  | 6  | 6  | 6  | 6  | 6  | 6  | 6  | 6  | 6  | 6  | 10 | 10 | 10 | 10 | 10 | 10 | 10 | 10 | 11 | 11 |

## Medagliere complessivo per nazioni
Aggiornato a Pechino 2022. In corsivo le nazioni (o squadre) non più esistenti.
| Pos | Nazione                   | Oro | Argento | Bronzo | Totale |
| --- | ------------------------- | --- | ------- | ------ | ------ |
| 1   | Austria                   | 37  | 41      | 43     | 121    |
| 2   | Svizzera                  | 22  | 22      | 22     | 66     |
| 3   | Stati Uniti               | 17  | 20      | 10     | 47     |
| 4   | Francia                   | 15  | 16      | 17     | 48     |
| 5   | Italia                    | 14  | 9       | 9      | 32     |
| 6   | Germania                  | 12  | 7       | 7      | 26     |
| 7   | Norvegia                  | 11  | 13      | 12     | 36     |
| 8   | Svezia                    | 7   | 2       | 9      | 18     |
| 9   | Croazia                   | 4   | 6       | 0      | 10     |
| 10  | Canada                    | 4   | 1       | 6      | 11     |
| 11  | Germania Ovest            | 3   | 5       | 1      | 9      |
| 12  | Liechtenstein             | 2   | 2       | 6      | 10     |
| 13  | Slovenia                  | 2   | 2       | 3      | 7      |
| 14  | Squadra Unificata Tedesca | 2   | 1       | 2      | 5      |
| 15  | Rep. Ceca                 | 1   | 0       | 1      | 2      |
| 15  | Spagna                    | 1   | 0       | 1      | 2      |
| 17  | Lussemburgo               | 0   | 2       | 0      | 2      |
| 17  | Jugoslavia                | 0   | 2       | 0      | 2      |
| 19  | Finlandia                 | 0   | 1       | 0      | 1      |
| 19  | Giappone                  | 0   | 1       | 0      | 1      |
| 19  | Nuova Zelanda             | 0   | 1       | 0      | 1      |
| 19  | Russia                    | 0   | 1       | 0      | 1      |
| 23  | Australia                 | 0   | 0       | 1      | 1      |
| 23  | Cecoslovacchia            | 0   | 0       | 1      | 1      |
| 23  | Unione Sovietica          | 0   | 0       | 1      | 1      |

## Albo d'oro

### Maschile

#### Discesa libera
| Edizione                                                        | Oro                                                             | Argento                               | Bronzo                                |
| --------------------------------------------------------------- | --------------------------------------------------------------- | ------------------------------------- | ------------------------------------- |
| Sankt Moritz 1948                                               | Henri Oreiller                                                  | Franz Gabl                            | Rolf Olinger                          |
| Oslo 1952                                                       | Zeno Colò                                                       | Othmar Schneider                      | Christian Pravda                      |
| Cortina d'Ampezzo 1956                                          | Toni Sailer                                                     | Raymond Fellay                        | Andreas Molterer                      |
| Squaw Valley 1960                                               | Jean Vuarnet                                                    | Hanspeter Lanig                       | Guy Périllat                          |
| Innsbruck 1964                                                  | Egon Zimmermann                                                 | Léo Lacroix                           | Wolfgang Bartels                      |
| Grenoble 1968                                                   | Jean-Claude Killy                                               | Guy Périllat                          | Jean-Daniel Dätwyler                  |
| Sapporo 1972                                                    | Bernhard Russi                                                  | Roland Collombin                      | Heini Messner                         |
| Innsbruck 1976                                                  | Franz Klammer                                                   | Bernhard Russi                        | Herbert Plank                         |
| Lake Placid 1980                                                | Leonhard Stock                                                  | Peter Wirnsberger                     | Steve Podborski                       |
| Sarajevo 1984                                                   | Bill Johnson                                                    | Peter Müller                          | Anton Steiner                         |
| Calgary 1988                                                    | Pirmin Zurbriggen                                               | Peter Müller                          | Franck Piccard                        |
| Albertville 1992                                                | Patrick Ortlieb                                                 | Franck Piccard                        | Günther Mader                         |
| Lillehammer 1994                                                | Tommy Moe                                                       | Kjetil André Aamodt                   | Ed Podivinsky                         |
| Nagano 1998                                                     | Jean-Luc Crétier                                                | Lasse Kjus                            | Hannes Trinkl                         |
| Salt Lake City 2002                                             | Fritz Strobl                                                    | Lasse Kjus                            | Stephan Eberharter                    |
| Torino 2006                                                     | Antoine Dénériaz                                                | Michael Walchhofer                    | Bruno Kernen                          |
| Vancouver 2010                                                  | Didier Défago                                                   | Aksel Lund Svindal                    | Bode Miller                           |
| Soči 2014                                                       | Matthias Mayer                                                  | Christof Innerhofer                   | Kjetil Jansrud                        |
| Pyeongchang 2018                                                | Aksel Lund Svindal                                              | Kjetil Jansrud                        | Beat Feuz                             |
| Pechino 2022                                                    | Beat Feuz                                                       | Johan Clarey                          | Matthias Mayer                        |
| Atleta più premiato: Bernhard Russi, Aksel Lund Svindal (1/1/0) | Atleta più premiato: Bernhard Russi, Aksel Lund Svindal (1/1/0) | Nazione più premiata: Austria (7/4/8) | Nazione più premiata: Austria (7/4/8) |

#### Supergigante
| Edizione                                         | Oro                                              | Argento                                | Bronzo                                 |
| ------------------------------------------------ | ------------------------------------------------ | -------------------------------------- | -------------------------------------- |
| Calgary 1988                                     | Franck Piccard                                   | Helmut Mayer                           | Lars-Börje Eriksson                    |
| Albertville 1992                                 | Kjetil André Aamodt                              | Marc Girardelli                        | Jan Einar Thorsen                      |
| Lillehammer 1994                                 | Markus Wasmeier                                  | Tommy Moe                              | Kjetil André Aamodt                    |
| Nagano 1998                                      | Hermann Maier                                    | Didier Cuche                           | —                                      |
| Nagano 1998                                      | Hermann Maier                                    | Hans Knauß                             | —                                      |
| Salt Lake City 2002                              | Kjetil André Aamodt                              | Stephan Eberharter                     | Andreas Schifferer                     |
| Torino 2006                                      | Kjetil André Aamodt                              | Hermann Maier                          | Ambrosi Hoffmann                       |
| Vancouver 2010                                   | Aksel Lund Svindal                               | Bode Miller                            | Andrew Weibrecht                       |
| Soči 2014                                        | Kjetil Jansrud                                   | Andrew Weibrecht                       | Bode Miller                            |
| Soči 2014                                        | Kjetil Jansrud                                   | Andrew Weibrecht                       | Jan Hudec                              |
| Pyeongchang 2018                                 | Matthias Mayer                                   | Beat Feuz                              | Kjetil Jansrud                         |
| Pechino 2022                                     | Matthias Mayer                                   | Ryan Cochran-Siegle                    | Aleksander Aamodt Kilde                |
| Atleta più premiato: Kjetil André Aamodt (3/0/1) | Atleta più premiato: Kjetil André Aamodt (3/0/1) | Nazione più premiata: Norvegia (5/0/4) | Nazione più premiata: Norvegia (5/0/4) |

#### Slalom gigante
| Edizione                                   | Oro                                        | Argento                               | Bronzo                                |
| ------------------------------------------ | ------------------------------------------ | ------------------------------------- | ------------------------------------- |
| Oslo 1952                                  | Stein Eriksen                              | Christian Pravda                      | Toni Spiss                            |
| Cortina d'Ampezzo 1956                     | Toni Sailer                                | Andreas Molterer                      | Walter Schuster                       |
| Squaw Valley 1960                          | Roger Staub                                | Josef Stiegler                        | Ernst Hinterseer                      |
| Innsbruck 1964                             | François Bonlieu                           | Karl Schranz                          | Josef Stiegler                        |
| Grenoble 1968                              | Jean-Claude Killy                          | Willy Favre                           | Heini Messner                         |
| Sapporo 1972                               | Gustav Thöni                               | Edmund Bruggmann                      | Werner Mattle                         |
| Innsbruck 1976                             | Heini Hemmi                                | Ernst Good                            | Ingemar Stenmark                      |
| Lake Placid 1980                           | Ingemar Stenmark                           | Andreas Wenzel                        | Hans Enn                              |
| Sarajevo 1984                              | Max Julen                                  | Jure Franko                           | Andreas Wenzel                        |
| Calgary 1988                               | Alberto Tomba                              | Hubert Strolz                         | Pirmin Zurbriggen                     |
| Albertville 1992                           | Alberto Tomba                              | Marc Girardelli                       | Kjetil André Aamodt                   |
| Lillehammer 1994                           | Markus Wasmeier                            | Urs Kälin                             | Christian Mayer                       |
| Nagano 1998                                | Hermann Maier                              | Stephan Eberharter                    | Michael von Grünigen                  |
| Salt Lake City 2002                        | Stephan Eberharter                         | Bode Miller                           | Lasse Kjus                            |
| Torino 2006                                | Benjamin Raich                             | Joël Chenal                           | Hermann Maier                         |
| Vancouver 2010                             | Carlo Janka                                | Kjetil Jansrud                        | Aksel Lund Svindal                    |
| Soči 2014                                  | Ted Ligety                                 | Steve Missillier                      | Alexis Pinturault                     |
| Pyeongchang 2018                           | Marcel Hirscher                            | Henrik Kristoffersen                  | Alexis Pinturault                     |
| Pechino 2022                               | Marco Odermatt                             | Žan Kranjec                           | Mathieu Faivre                        |
| Atleta più premiato: Alberto Tomba (2/0/0) | Atleta più premiato: Alberto Tomba (2/0/0) | Nazione più premiata: Austria (5/6/8) | Nazione più premiata: Austria (5/6/8) |

#### Slalom speciale
| Edizione                                   | Oro                                        | Argento                               | Bronzo                                |
| ------------------------------------------ | ------------------------------------------ | ------------------------------------- | ------------------------------------- |
| Sankt Moritz 1948                          | Edy Reinalter                              | James Couttet                         | Henri Oreiller                        |
| Oslo 1952                                  | Othmar Schneider                           | Stein Eriksen                         | Guttorm Berge                         |
| Cortina d'Ampezzo 1956                     | Toni Sailer                                | Chiharu Igaya                         | Stig Sollander                        |
| Squaw Valley 1960                          | Ernst Hinterseer                           | Hias Leitner                          | Charles Bozon                         |
| Innsbruck 1964                             | Josef Stiegler                             | Billy Kidd                            | Jimmy Heuga                           |
| Grenoble 1968                              | Jean-Claude Killy                          | Herbert Huber                         | Alfred Matt                           |
| Sapporo 1972                               | Francisco Fernández-Ochoa                  | Gustav Thöni                          | Roland Thöni                          |
| Innsbruck 1976                             | Piero Gros                                 | Gustav Thöni                          | Willi Frommelt                        |
| Lake Placid 1980                           | Ingemar Stenmark                           | Phil Mahre                            | Jacques Lüthy                         |
| Sarajevo 1984                              | Phil Mahre                                 | Steve Mahre                           | Didier Bouvet                         |
| Calgary 1988                               | Alberto Tomba                              | Frank Wörndl                          | Paul Frommelt                         |
| Albertville 1992                           | Finn Christian Jagge                       | Alberto Tomba                         | Michael Tritscher                     |
| Lillehammer 1994                           | Thomas Stangassinger                       | Alberto Tomba                         | Jure Košir                            |
| Nagano 1998                                | Hans Petter Buraas                         | Ole Kristian Furuseth                 | Thomas Sykora                         |
| Salt Lake City 2002                        | Jean-Pierre Vidal                          | Sébastien Amiez                       | Benjamin Raich                        |
| Torino 2006                                | Benjamin Raich                             | Reinfried Herbst                      | Rainer Schönfelder                    |
| Vancouver 2010                             | Giuliano Razzoli                           | Ivica Kostelić                        | André Myhrer                          |
| Soči 2014                                  | Mario Matt                                 | Marcel Hirscher                       | Henrik Kristoffersen                  |
| Pyeongchang 2018                           | André Myhrer                               | Ramon Zenhäusern                      | Michael Matt                          |
| Pechino 2022                               | Clément Noël                               | Johannes Strolz                       | Sebastian Foss Solevåg                |
| Atleta più premiato: Alberto Tomba (1/2/0) | Atleta più premiato: Alberto Tomba (1/2/0) | Nazione più premiata: Austria (7/4/6) | Nazione più premiata: Austria (7/4/6) |

#### Combinata alpina
In corsivo le competizioni valide solo come Campionato mondiale, senza assegnazione di medaglie olimpiche.
| Edizione                                  | Oro                                       | Argento                                   | Bronzo                                    |
| ----------------------------------------- | ----------------------------------------- | ----------------------------------------- | ----------------------------------------- |
| Garmisch-Partenkirchen 1936               | Franz Pfnür                               | Gustav Lantschner                         | Émile Allais                              |
| Sankt Moritz 1948                         | Henri Oreiller                            | Karl Molitor                              | James Couttet                             |
| Oslo 1952                                 | Evento non incluso nel programma olimpico | Evento non incluso nel programma olimpico | Evento non incluso nel programma olimpico |
| Cortina d'Ampezzo 1956                    | Toni Sailer                               | Charles Bozon                             | Stig Sollander                            |
| Squaw Valley 1960                         | Guy Périllat                              | Charles Bozon                             | Hanspeter Lanig                           |
| Innsbruck 1964                            | Ludwig Leitner                            | Gerhard Nenning                           | Billy Kidd                                |
| Grenoble 1968                             | Jean-Claude Killy                         | Dumeng Giovanoli                          | Heini Messner                             |
| Sapporo 1972                              | Gustav Thöni                              | Jim Hunter                                | Walter Tresch                             |
| Innsbruck 1976                            | Gustav Thöni                              | Willi Frommelt                            | Greg Jones                                |
| Lake Placid 1980                          | Phil Mahre                                | Andreas Wenzel                            | Leonhard Stock                            |
| Sarajevo 1984                             | Evento non incluso nel programma olimpico | Evento non incluso nel programma olimpico | Evento non incluso nel programma olimpico |
| Calgary 1988                              | Hubert Strolz                             | Bernhard Gstrein                          | Paul Accola                               |
| Albertville 1992                          | Josef Polig                               | Gianfranco Martin                         | Steve Locher                              |
| Lillehammer 1994                          | Lasse Kjus                                | Kjetil André Aamodt                       | Harald Christian Strand-Nilsen            |
| Nagano 1998                               | Mario Reiter                              | Lasse Kjus                                | Christian Mayer                           |
| Salt Lake City 2002                       | Kjetil André Aamodt                       | Bode Miller                               | Benjamin Raich                            |
| Torino 2006                               | Ted Ligety                                | Ivica Kostelić                            | Rainer Schönfelder                        |
| Vancouver 2010                            | Bode Miller                               | Ivica Kostelić                            | Silvan Zurbriggen                         |
| Soči 2014                                 | Sandro Viletta                            | Ivica Kostelić                            | Christof Innerhofer                       |
| Pyeongchang 2018                          | Marcel Hirscher                           | Alexis Pinturault                         | Victor Muffat Jeandet                     |
| Pechino 2022                              | Johannes Strolz                           | Aleksander Aamodt Kilde                   | James Crawford                            |
| Atleta più premiato: Gustav Thöni (2/0/0) | Atleta più premiato: Gustav Thöni (2/0/0) | Nazione più premiata: Austria (6/2/5)     | Nazione più premiata: Austria (6/2/5)     |

### Femminile

#### Discesa libera
| Edizione                                     | Oro                                          | Argento                                | Bronzo                                 |
| -------------------------------------------- | -------------------------------------------- | -------------------------------------- | -------------------------------------- |
| Sankt Moritz 1948                            | Hedy Schlunegger                             | Trude Beiser                           | Resi Hammerer                          |
| Oslo 1952                                    | Trude Beiser                                 | Annemarie Buchner                      | Giuliana Minuzzo                       |
| Cortina d'Ampezzo 1956                       | Madeleine Berthod                            | Frieda Dänzer                          | Lucile Wheeler                         |
| Squaw Valley 1960                            | Heidi Biebl                                  | Penny Pitou                            | Traudl Hecher                          |
| Innsbruck 1964                               | Christl Haas                                 | Edith Zimmermann                       | Traudl Hecher                          |
| Grenoble 1968                                | Olga Pall                                    | Isabelle Mir                           | Christl Haas                           |
| Sapporo 1972                                 | Marie-Theres Nadig                           | Annemarie Moser-Pröll                  | Susie Corrock                          |
| Innsbruck 1976                               | Rosi Mittermaier                             | Brigitte Totschnig                     | Cindy Nelson                           |
| Lake Placid 1980                             | Annemarie Moser-Pröll                        | Hanni Wenzel                           | Marie-Theres Nadig                     |
| Sarajevo 1984                                | Michela Figini                               | Maria Walliser                         | Olga Charvátová                        |
| Calgary 1988                                 | Marina Kiehl                                 | Brigitte Oertli                        | Karen Percy                            |
| Albertville 1992                             | Kerrin Lee-Gartner                           | Hilary Lindh                           | Veronika Wallinger                     |
| Lillehammer 1994                             | Katja Seizinger                              | Picabo Street                          | Isolde Kostner                         |
| Nagano 1998                                  | Katja Seizinger                              | Pernilla Wiberg                        | Florence Masnada                       |
| Salt Lake City 2002                          | Carole Montillet                             | Isolde Kostner                         | Renate Götschl                         |
| Torino 2006                                  | Michaela Dorfmeister                         | Martina Schild                         | Anja Pärson                            |
| Vancouver 2010                               | Lindsey Vonn                                 | Julia Mancuso                          | Elisabeth Görgl                        |
| Soči 2014                                    | Dominique Gisin                              | —                                      | Lara Gut                               |
| Soči 2014                                    | Tina Maze                                    | —                                      | Lara Gut                               |
| Pyeongchang 2018                             | Sofia Goggia                                 | Ragnhild Mowinckel                     | Lindsey Vonn                           |
| Pechino 2022                                 | Corinne Suter                                | Sofia Goggia                           | Nadia Delago                           |
| Atleta più premiato: Katja Seizinger (2/0/0) | Atleta più premiato: Katja Seizinger (2/0/0) | Nazione più premiata: Svizzera (6/4/2) | Nazione più premiata: Svizzera (6/4/2) |

#### Supergigante
| Edizione                                                                | Oro                                                                     | Argento                               | Bronzo                                |
| ----------------------------------------------------------------------- | ----------------------------------------------------------------------- | ------------------------------------- | ------------------------------------- |
| Calgary 1988                                                            | Sigrid Wolf                                                             | Michela Figini                        | Karen Percy                           |
| Albertville 1992                                                        | Deborah Compagnoni                                                      | Carole Merle                          | Katja Seizinger                       |
| Lillehammer 1994                                                        | Diann Roffe                                                             | Svetlana Gladyševa                    | Isolde Kostner                        |
| Nagano 1998                                                             | Picabo Street                                                           | Michaela Dorfmeister                  | Alexandra Meissnitzer                 |
| Salt Lake City 2002                                                     | Daniela Ceccarelli                                                      | Janica Kostelić                       | Karen Putzer                          |
| Torino 2006                                                             | Michaela Dorfmeister                                                    | Janica Kostelić                       | Alexandra Meissnitzer                 |
| Vancouver 2010                                                          | Andrea Fischbacher                                                      | Tina Maze                             | Lindsey Vonn                          |
| Soči 2014                                                               | Anna Fenninger                                                          | Maria Riesch                          | Nicole Hosp                           |
| Pyeongchang 2018                                                        | Ester Ledecká                                                           | Anna Fenninger-Veith                  | Tina Weirather                        |
| Pechino 2022                                                            | Lara Gut                                                                | Mirjam Puchner                        | Michelle Gisin                        |
| Atleta più premiato: Michaela Dorfmeister, Anna Fenninger-Veith (1/1/0) | Atleta più premiato: Michaela Dorfmeister, Anna Fenninger-Veith (1/1/0) | Nazione più premiata: Austria (4/3/3) | Nazione più premiata: Austria (4/3/3) |

#### Slalom gigante
| Edizione                                        | Oro                                             | Argento                                   | Bronzo                                    |
| ----------------------------------------------- | ----------------------------------------------- | ----------------------------------------- | ----------------------------------------- |
| Oslo 1952                                       | Andrea Mead-Lawrence                            | Dagmar Rom                                | Annemarie Buchner                         |
| Cortina d'Ampezzo 1956                          | Ossi Reichert                                   | Josefine Frandl                           | Thea Hochleitner                          |
| Squaw Valley 1960                               | Yvonne Rüegg                                    | Penny Pitou                               | Giuliana Minuzzo                          |
| Innsbruck 1964                                  | Marielle Goitschel                              | Christine Goitschel                       | —                                         |
| Innsbruck 1964                                  | Marielle Goitschel                              | Jean Saubert                              | —                                         |
| Grenoble 1968                                   | Nancy Greene                                    | Annie Famose                              | Fernande Bochatay                         |
| Sapporo 1972                                    | Marie-Theres Nadig                              | Annemarie Moser-Pröll                     | Wiltrud Drexel                            |
| Innsbruck 1976                                  | Kathy Kreiner                                   | Rosi Mittermaier                          | Danièle Debernard                         |
| Lake Placid 1980                                | Hanni Wenzel                                    | Irene Epple                               | Perrine Pelen                             |
| Sarajevo 1984                                   | Debbie Armstrong                                | Christin Cooper                           | Perrine Pelen                             |
| Calgary 1988                                    | Vreni Schneider                                 | Christa Kinshofer                         | Maria Walliser                            |
| Albertville 1992                                | Pernilla Wiberg                                 | Diann Roffe-Steinrotter                   | —                                         |
| Albertville 1992                                | Pernilla Wiberg                                 | Anita Wachter                             | —                                         |
| Lillehammer 1994                                | Deborah Compagnoni                              | Martina Ertl                              | Vreni Schneider                           |
| Nagano 1998                                     | Deborah Compagnoni                              | Alexandra Meissnitzer                     | Katja Seizinger                           |
| Salt Lake City 2002                             | Janica Kostelić                                 | Anja Pärson                               | Sonja Nef                                 |
| Torino 2006                                     | Julia Mancuso                                   | Tanja Poutiainen                          | Anna Ottosson                             |
| Vancouver 2010                                  | Viktoria Rebensburg                             | Tina Maze                                 | Elisabeth Görgl                           |
| Soči 2014                                       | Tina Maze                                       | Anna Fenninger                            | Viktoria Rebensburg                       |
| Pyeongchang 2018                                | Mikaela Shiffrin                                | Ragnhild Mowinckel                        | Federica Brignone                         |
| Pechino 2022                                    | Sara Hector                                     | Federica Brignone                         | Lara Gut                                  |
| Atleta più premiato: Deborah Compagnoni (2/0/0) | Atleta più premiato: Deborah Compagnoni (2/0/0) | Nazione più premiata: Stati Uniti (4/4/0) | Nazione più premiata: Stati Uniti (4/4/0) |

#### Slalom speciale
| Edizione                                     | Oro                                          | Argento                                   | Bronzo                                    |
| -------------------------------------------- | -------------------------------------------- | ----------------------------------------- | ----------------------------------------- |
| Sankt Moritz 1948                            | Gretchen Fraser                              | Antoinette Meyer                          | Erika Mahringer                           |
| Oslo 1952                                    | Andrea Mead-Lawrence                         | Ossi Reichert                             | Annemarie Buchner                         |
| Cortina d'Ampezzo 1956                       | Renée Colliard                               | Regina Schöpf                             | Evgenija Sidorova                         |
| Squaw Valley 1960                            | Anne Heggtveit                               | Betsy Snite                               | Barbara Henneberger                       |
| Innsbruck 1964                               | Christine Goitschel                          | Marielle Goitschel                        | Jean Saubert                              |
| Grenoble 1968                                | Marielle Goitschel                           | Nancy Greene                              | Annie Famose                              |
| Sapporo 1972                                 | Barbara Cochran                              | Danièle Debernard                         | Florence Steurer                          |
| Innsbruck 1976                               | Rosi Mittermaier                             | Claudia Giordani                          | Hanni Wenzel                              |
| Lake Placid 1980                             | Hanni Wenzel                                 | Christa Kinshofer                         | Erika Hess                                |
| Sarajevo 1984                                | Paoletta Magoni                              | Perrine Pelen                             | Ursula Konzett                            |
| Calgary 1988                                 | Vreni Schneider                              | Mateja Svet                               | Christa Kinshofer                         |
| Albertville 1992                             | Petra Kronberger                             | Annelise Coberger                         | Blanca Fernández-Ochoa                    |
| Lillehammer 1994                             | Vreni Schneider                              | Elfi Eder                                 | Katja Koren                               |
| Nagano 1998                                  | Hilde Gerg                                   | Deborah Compagnoni                        | Zali Steggall                             |
| Salt Lake City 2002                          | Janica Kostelić                              | Laure Péquegnot                           | Anja Pärson                               |
| Torino 2006                                  | Anja Pärson                                  | Nicole Hosp                               | Marlies Schild                            |
| Vancouver 2010                               | Maria Riesch                                 | Marlies Schild                            | Šárka Záhrobská                           |
| Soči 2014                                    | Mikaela Shiffrin                             | Marlies Schild                            | Kathrin Zettel                            |
| Pyeongchang 2018                             | Frida Hansdotter                             | Wendy Holdener                            | Katharina Gallhuber                       |
| Pechino 2022                                 | Petra Vlhová                                 | Katharina Liensberger                     | Wendy Holdener                            |
| Atleta più premiata: Vreni Schneider (2/0/0) | Atleta più premiata: Vreni Schneider (2/0/0) | Nazione più premiata: Stati Uniti (4/1/1) | Nazione più premiata: Stati Uniti (4/1/1) |

#### Combinata alpina
In corsivo le competizioni valide solo come Campionato mondiale, senza assegnazione di medaglie olimpiche.
| Edizione                                                  | Oro                                                       | Argento                                   | Bronzo                                    |
| --------------------------------------------------------- | --------------------------------------------------------- | ----------------------------------------- | ----------------------------------------- |
| Garmisch-Partenkirchen 1936                               | Christl Cranz                                             | Käthe Grasegger                           | Laila Schou-Nilsen                        |
| Sankt Moritz 1948                                         | Trude Beiser                                              | Gretchen Fraser                           | Erika Mahringer                           |
| Oslo 1952                                                 | Evento non incluso nel programma olimpico                 | Evento non incluso nel programma olimpico | Evento non incluso nel programma olimpico |
| Cortina d'Ampezzo 1956                                    | Madeleine Berthod                                         | Frieda Dänzer                             | Giuliana Minuzzo                          |
| Squaw Valley 1960                                         | Anne Heggtveit                                            | Sonja Sperl                               | Barbara Henneberger                       |
| Innsbruck 1964                                            | Marielle Goitschel                                        | Christl Haas                              | Edith Zimmermann                          |
| Grenoble 1968                                             | Nancy Greene                                              | Marielle Goitschel                        | Annie Famose                              |
| Sapporo 1972                                              | Annemarie Moser-Pröll                                     | Florence Steurer                          | Toril Førland                             |
| Innsbruck 1976                                            | Rosi Mittermaier                                          | Danièle Debernard                         | Hanni Wenzel                              |
| Lake Placid 1980                                          | Hanni Wenzel                                              | Cindy Nelson                              | Ingrid Eberle                             |
| Sarajevo 1984                                             | Evento non incluso nel programma olimpico                 | Evento non incluso nel programma olimpico | Evento non incluso nel programma olimpico |
| Calgary 1988                                              | Anita Wachter                                             | Brigitte Oertli                           | Maria Walliser                            |
| Albertville 1992                                          | Petra Kronberger                                          | Anita Wachter                             | Florence Masnada                          |
| Lillehammer 1994                                          | Pernilla Wiberg                                           | Vreni Schneider                           | Alenka Dovžan                             |
| Nagano 1998                                               | Katja Seizinger                                           | Martina Ertl                              | Hilde Gerg                                |
| Salt Lake City 2002                                       | Janica Kostelić                                           | Renate Götschl                            | Martina Ertl                              |
| Torino 2006                                               | Janica Kostelić                                           | Marlies Schild                            | Anja Pärson                               |
| Vancouver 2010                                            | Maria Riesch                                              | Julia Mancuso                             | Anja Pärson                               |
| Soči 2014                                                 | Maria Riesch                                              | Nicole Hosp                               | Julia Mancuso                             |
| Pyeongchang 2018                                          | Michelle Gisin                                            | Mikaela Shiffrin                          | Wendy Holdener                            |
| Pechino 2022                                              | Michelle Gisin                                            | Wendy Holdener                            | Federica Brignone                         |
| Atleta più premiata: Goitschel; Kostelić e Riesch (2/0/0) | Atleta più premiata: Goitschel; Kostelić e Riesch (2/0/0) | Nazione più premiata: Germania (5/3/3)    | Nazione più premiata: Germania (5/3/3)    |

### Misto

#### Gara a squadre
| Edizione                              | Oro      | Argento  | Bronzo   |
| ------------------------------------- | -------- | -------- | -------- |
| Pyeongchang 2018                      | Svizzera | Austria  | Norvegia |
| Pechino 2022                          | Austria  | Germania | Norvegia |
| Nazione più premiata: Austria (1/1/0) |          |          |          |

### Atleti plurimedagliati
La lista riguarda gli atleti che sino a Pechino 2022 hanno conquistato il maggior numero di medaglie olimpiche nello sci alpino ed è ordinata per numero di medaglie totali.
Gli atleti in grassetto hanno partecipato alle ultime olimpiadi (Pechino 2022).
| Atleta                | Nazione       | Sesso | Oro | Argento | Bronzo | Totale |
| --------------------- | ------------- | ----- | --- | ------- | ------ | ------ |
| Kjetil André Aamodt   | Norvegia      | M     | 4   | 2       | 2      | 8      |
| Janica Kostelić       | Croazia       | F     | 4   | 2       | 0      | 6      |
| Bode Miller           | Stati Uniti   | M     | 1   | 3       | 2      | 6      |
| Anja Pärson           | Svezia        | F     | 1   | 1       | 4      | 6      |
| Alberto Tomba         | Italia        | M     | 3   | 2       | 0      | 5      |
| Vreni Schneider       | Svizzera      | F     | 3   | 1       | 1      | 5      |
| Katja Seizinger       | Germania      | F     | 3   | 0       | 2      | 5      |
| Lasse Kjus            | Norvegia      | M     | 1   | 3       | 1      | 5      |
| Kjetil Jansrud        | Norvegia      | M     | 1   | 2       | 2      | 5      |
| Wendy Holdener        | Svizzera      | F     | 1   | 2       | 2      | 5      |
| Deborah Compagnoni    | Italia        | F     | 3   | 1       | 0      | 4      |
| Maria Riesch          | Germania      | F     | 3   | 1       | 0      | 4      |
| Matthias Mayer        | Austria       | M     | 3   | 0       | 1      | 4      |
| Tina Maze             | Slovenia      | F     | 2   | 2       | 0      | 4      |
| Hanni Wenzel          | Liechtenstein | F     | 2   | 1       | 1      | 4      |
| Hermann Maier         | Austria       | M     | 2   | 1       | 1      | 4      |
| Aksel Lund Svindal    | Norvegia      | M     | 2   | 1       | 1      | 4      |
| Benjamin Raich        | Austria       | M     | 2   | 0       | 2      | 4      |
| Stephan Eberharter    | Austria       | M     | 1   | 2       | 1      | 4      |
| Julia Mancuso         | Stati Uniti   | F     | 1   | 2       | 1      | 4      |
| Ivica Kostelić        | Croazia       | M     | 0   | 4       | 0      | 4      |
| Marlies Schild        | Austria       | F     | 0   | 3       | 1      | 4      |
| Toni Sailer           | Austria       | M     | 3   | 0       | 0      | 3      |
| Jean-Claude Killy     | Francia       | M     | 3   | 0       | 0      | 3      |
| Mikaela Shiffrin      | Stati Uniti   | F     | 2   | 1       | 0      | 3      |
| Marcel Hirscher       | Austria       | M     | 2   | 1       | 0      | 3      |
| Marielle Goitschel    | Francia       | F     | 2   | 1       | 0      | 3      |
| Rosi Mittermaier      | Germania      | F     | 2   | 1       | 0      | 3      |
| Trude Beiser          | Austria       | F     | 2   | 1       | 0      | 3      |
| Johannes Strolz       | Austria       | M     | 2   | 1       | 0      | 3      |
| Henri Oreiller        | Francia       | M     | 2   | 0       | 1      | 3      |
| Michelle Gisin        | Svizzera      | F     | 2   | 0       | 1      | 3      |
| Marie-Theres Nadig    | Svizzera      | F     | 2   | 0       | 1      | 3      |
| Gustav Thöni          | Italia        | M     | 1   | 2       | 0      | 3      |
| Anna Fenninger        | Austria       | F     | 1   | 2       | 0      | 3      |
| Katharina Liensberger | Austria       | F     | 1   | 2       | 0      | 3      |
| Beat Feuz             | Svizzera      | M     | 1   | 1       | 1      | 3      |
| Franck Piccard        | Francia       | M     | 1   | 1       | 1      | 3      |
| Josef Stiegler        | Austria       | M     | 1   | 1       | 1      | 3      |
| Michael Matt          | Austria       | M     | 1   | 1       | 1      | 3      |
| Lara Gut              | Svizzera      | F     | 1   | 0       | 2      | 3      |
| Lindsey Vonn          | Stati Uniti   | F     | 1   | 0       | 2      | 3      |
| Nicole Hosp           | Austria       | F     | 0   | 2       | 1      | 3      |
| Martina Ertl          | Germania      | F     | 0   | 2       | 1      | 3      |
| Christa Kinshofer     | Paesi Bassi   | F     | 0   | 2       | 1      | 3      |
| Alexis Pinturault     | Francia       | M     | 0   | 1       | 2      | 3      |
| Federica Brignone     | Italia        | F     | 0   | 1       | 2      | 3      |
| Isolde Kostner        | Italia        | F     | 0   | 1       | 2      | 3      |
| Maria Walliser        | Svizzera      | F     | 0   | 1       | 2      | 3      |
| Perrine Pelen         | Francia       | F     | 0   | 1       | 2      | 3      |
| Annemarie Buchner     | Germania      | F     | 0   | 1       | 2      | 3      |